# 沈必成
沈必成（？—1613年），字洵修，號似蘭，浙江杭州府钱塘县人。

## 生平
万历三十四年（1606年）丙午科浙江乡试举人，四十一年（1613年）癸丑科進士，都察院觀政，未任官。

## 家族
曾祖沈富，景泰甲戌進士，官廣南知府。祖父沈锐，字時抑，嘉靖四十年辛酉科舉人，官四川副使。
蒋氏，有明万历癸丑进士沈必成妻。以女红佐读，相夫登第，成卒于京。氏年二十五，无子，侍姑嫜十年，孝敬备至，抚嗣子兆琏于襁褓，顺治甲午遂魁乡榜，皆氏提诲力也。守节四十载，年六十三终。
兄沈自成，崇祯六年癸酉科顺天府乡试舉人。子沈兆琏，號鹤沙，顺治十一年甲午科舉人。